# فرودگاه روندونوپلیس
فرودگاه روندونوپلیس (به انگلیسی: Rondonópolis Airport) (به زبان بومی: Aeroporto Maestro Marinho Franco) یک فرودگاه همگانی مسافربری با کد یاتا ROO است که یک باند فرود آسفالت دارد و طول باند آن ۱۸۵۰ متر است. این فرودگاه در کشور برزیل قرار دارد و در ارتفاع ۴۴۷ متری از سطح دریا واقع شده است.

## شرکت‌های هواپیمایی و مقصدهای پروازی
| شرکت‌های هواپیمایی     | مقصدهای پروازی                                                                                   |
| --------------------- | ------------------------------------------------------------------------------------------------ |
| آزول برزیلین ایرلاینز | آراستوبا، مارشال روندو، آفونسو پنا، منطقه‌ای مارینگا، ساوو جستی دو ریو پرتو، سائو پائولو گوارولوس |
| پاساردو لینهاس آئرئاس | برازیلیا                                                                                         |